# Keisuke Makino
Keisuke Makino (Hyogo, 11 april 1969) is een voormalig Japans voetballer.

## Carrière
Keisuke Makino speelde tussen 1988 en 1995 voor JEF United Ichihara en Cerezo Osaka.